# Sam Panopoulos
Sam Panopoulos (1934, Vourvoura, Druhá helénská republika – 8. června 2017, London, Kanada) byl kanadský restauratér a kuchař, řeckého původu, jemuž je připisováno vynalezení pizzy Havaj.

## Život
Panopoulos se narodil v řecké vesnici Vourvoura v roce 1934 během období druhé helénské republiky. V roce 1954 emigroval jako dvacetiletý mladík do Kanady, kde se svými bratry začal podnikat. Postupně otevřeli několik restaurací v Ontariu, v kterých nabízeli tradiční americkou kuchyni, například hamburgery, ale také čínu. V 60 letech začala růst popularita pizzy a bratři ji zařadili do své nabídky. Bratři ale hodně experimentovali a vymýšleli novinky, a v roce 1962 v restauraci Satellite v Chathamu přidal Panopoulos na pizzu slaninu a konzervovaný ananas. Pizzu nabídl svým zákazníkům a po několika měsících se ujala a zákazníci ji začali žádat. Název pizza dostala podle značky konzerv ananasu Havaj, které používal. Restauraci Satellite prodal Panopoulos v roce 1980. Zemřel náhle v nemocnici v Londýně ve věku 83 let.